# علي جاسم (لاعب كرة قدم)
علي جاسم لاعب كرة قدم عراقي. يلعب بمركز الوسط مع نادي ألميره سيتي في الدوري الهولندي، ومع المنتخب العراقي.

## مسيرته

### نادي الكرخ
لعب أول مباراة له في الدوري العراقي الممتاز مع نادي الكرخ ضد نادي الزوراء في 3 تشرين الثاني 2018. وسجل أول هدف له في الدوري في اخر جولة من موسم 2018–19 ضد نادي أمانة بغداد في يوم 24 تموز 2019.

### نادي الشرطة
انظم إلى نادي الشرطة في موسم 2019–20 تحت قيادة عبد الغني شهد. تم الغاء الدوري نتيجة جائحة كورونا. وفي بطولة كأس العراق 2020-21 لعب أول مباراة له مع الشرطة كبديل ضد نادي الخالص في يوم 17 تشرسن الثاني 2020. وتحت قيادة المدرب ألكسندر إيليش شارك كأساسي مرة واحد وكبديل ثمانية مرات في موسم 2020–21 حيث حل الشرطة بالمركز الرابع ووصل لنصف نهائي كأس العراق.

### نادي الكهرباء
في 28 كانون الأول 2021 وقع علي مع نادي الكهرباء. تحت قيادة المدرب لؤي صلاح، وسجل علي اربع اهداف في الدوري موسم 2021–22 وسجل ستة اهداف في موسم 2022–23. حيث حل الكهرباء في المركز الخامس أعلى مركز له في تاريخه وتأهل للمشاركة في كأس الاتحاد الآسيوي. وساعد علي في تأهل الكهرباء لنهائي كأس العراق عام 2022 حيث لعب 60 دقيقة في نهائي خسره الكهرباء 2–1 لصالح الكرخ نادي علي السابق.
بعد أداء علي الجيد مع منتخب العراق تحت 20 سنة، كان قريب من التوقيع مع نادي غينت البلجيكي. وجذب اهتمام طرابزون سبور وأنطاليا سبور التركي.

### أنطاليا سبور
في 20 تموز 2023 وقع علي رسمياً لمدة ثلاث سنوات مع أنطاليا سبور التركي. ولكن الغي العقد بعد يومان فقط لأسباب شخصية وعاد لنادي الكهرباء في العراق.

### القوة الجوية
في 2 آب 2023 وقع علي لنادي القوة الجوية معاراً من نادي الكهرباء بعقد قيمته 375 مليون دينار. سجل هدفين في أول مشاركة له في دوري أبطال آسيا في مباراة انتهت 2–2 ضد نادي سباهان أصفهان. وسجل هدف في المبارة التالية ضد اجمك اف سي التي انتهب بفوز القوة الجوية 2–1 . وهذا جعله اصغر لاعب يسجل ثلاثة اهداف في دوري أبطال آسيا بعمر 19 سنة.

## إحصائيات
آخر تحديث 14 تشرين الثاني 2024.
| منتخب العراق | منتخب العراق | منتخب العراق | منتخب العراق |
| العام        | المباريات    | الأهداف      |              |
| ------------ | ------------ | ------------ | ------------ |
| 2023         | 4            | 0            |              |
| 2024         | 14           | 2            |              |
| المجموع      | 18           | 2            |              |

### الأهداف الدولية مع المنتخب
نتيجة العراق مدرجة أولًا. يشير عمود الهدف إلى النتيجة بعد كل هدف سجله علي.
|  | يشير إلى فوز العراق بالمباراة     |
|  | يشير إلى انتهاء المباراة بالتَّعادل |
|  | يشير إلى خسارة العراق في المباراة |

| #  | التاريخ        | المكان                            | الخصم     | الهدف | النتيجة | المسابقة               |
| -- | -------------- | --------------------------------- | --------- | ----- | ------- | ---------------------- |
| 1. | 6 حزيران 2024  | ملعب غيلورا بونغ كارنو، إندونيسيا | إندونيسيا | 2–0   | 2–0     | تصفيات كأس العالم 2026 |
| 2. | 11 حزيران 2024 | ملعب جذع النخلة، العراق           | فيتنام    | 2–0   | 3–1     | تصفيات كأس العالم 2026 |

## روابط خارجية
- علي جاسم على موقع قاعدة بيانات كرة القدم.إي يو (الإنجليزية)
- علي جاسم على موقع ناشيونال فوتبول تيمز (الإنجليزية)
- علي جاسم على موقع Soccerway.com (الإنجليزية)
- علي جاسم على موقع عالم كرة القدم.نت (الإنجليزية)